# Temporada 1978-79 de los Seattle SuperSonics
La temporada 1978-79 fue la duodécima de los Seattle SuperSonics en la NBA. La temporada regular acabó con 52 victorias y 30 derrotas, ocupando el primer puesto de la conferencia Oeste, logrando clasificarse para los playoffs, donde consiguieron su primer y único campeonato de la NBA, tras derrotar en las Finales a los Washington Bullets, en una revancha de la final del año anterior.
Fue la primera victoria de un equipo deportivo profesional de la ciudad de Seattle desde que en 1917 lograran los Seattle Metropolitans  la Stanley Cup de la NHL.

## Elecciones en elDraft
| Ronda | Puesto | Jugador          | Posición | Nacionalidad   | Universidad/Club |
| ----- | ------ | ---------------- | -------- | -------------- | ---------------- |
| 5     | 105    | Ralph Drollinger | Pívot    | Estados Unidos | UCLA             |

## Temporada regular
| División Pacífico        | División Pacífico | División Pacífico | División Pacífico | División Pacífico | División Pacífico | División Pacífico | División Pacífico | División Pacífico |
| Equipo                   | G                 | P                 | %                 | PD                | Casa              | Fuera             | Div               |                   |
| ------------------------ | ----------------- | ----------------- | ----------------- | ----------------- | ----------------- | ----------------- | ----------------- | ----------------- |
| y-Seattle SuperSonics    | 52                | 30                | .634              | –                 | 31-10             | 21-20             | 11–9              |                   |
| x-Phoenix Suns           | 50                | 32                | .610              | 2                 | 32–9              | 18–23             | 11–9              |                   |
| x-Los Angeles Lakers     | 47                | 35                | .573              | 5                 | 31–10             | 16–25             | 11–9              |                   |
| x-Portland Trail Blazers | 45                | 37                | .549              | 7                 | 33–8              | 12–29             | 8–12              |                   |
| San Diego Clippers       | 43                | 39                | .524              | 9                 | 29–12             | 14–27             | 11–9              |                   |
| Golden State Warriors    | 38                | 44                | .463              | 14                | 23–18             | 15–26             | 8–12              |                   |

## Playoffs

### Semifinales de Conferencia
Seattle SuperSonics vs. Los Angeles Lakers 
| Fecha       | Partido                                         | Ciudad      |
| ----------- | ----------------------------------------------- | ----------- |
| 17 de abril | Seattle SuperSonics 112, Los Angeles Lakers 101 | Seattle     |
| 18 de abril | Seattle SuperSonics 108, Los Angeles Lakers 103 | Seattle     |
| 20 de abril | Los Angeles Lakers 118, Seattle SuperSonics 112 | Los Ángeles |
| 22 de abril | Los Angeles Lakers 115, Seattle SuperSonics 117 | Los Ángeles |
| 25 de abril | Seattle SuperSonics 106, Los Angeles Lakers 100 | Seattle     |
|             | Seattle SuperSonics gana las series 4-1         |             |

### Finales de Conferencia
Seattle SuperSonics vs. Phoenix Suns 
| Fecha      | Partido                                   | Ciudad  |
| ---------- | ----------------------------------------- | ------- |
| 1 de mayo  | Seattle SuperSonics 108, Phoenix Suns 93  | Seattle |
| 4 de mayo  | Seattle SuperSonics 103, Phoenix Suns 97  | Seattle |
| 6 de mayo  | Phoenix Suns 113, Seattle SuperSonics 103 | Phoenix |
| 8 de mayo  | Phoenix Suns 100, Seattle SuperSonics 91  | Phoenix |
| 11 de mayo | Seattle SuperSonics 93, Phoenix Suns 99   | Seattle |
| 13 de mayo | Phoenix Suns 105, Seattle SuperSonics 106 | Phoenix |
| 17 de mayo | Seattle SuperSonics 114, Phoenix Suns 110 | Seattle |
|            | Seattle SuperSonics gana las series 4-3   |         |

### Finales de la NBA
Washington Bullets vs. Seattle SuperSonics
| Fecha      | Partido                                         | Ciudad   |
| ---------- | ----------------------------------------------- | -------- |
| 20 de mayo | Washington Bullets 99, Seattle SuperSonics 97   | Landover |
| 24 de mayo | Washington Bullets 82, Seattle SuperSonics 92   | Landover |
| 27 de mayo | Seattle SuperSonics 105, Washington Bullets 95  | Seattle  |
| 29 de mayo | Seattle SuperSonics 114, Washington Bullets 112 | Seattle  |
| 1 de junio | Washington Bullets 93, Seattle SuperSonics 97   | Landover |
|            | Seattle SuperSonics gana las finales 4-1        |          |

## Estadísticas
| Rk | Jugador         | Edad | P  | PT | MP   | TC  | TCI  | %TC  | TL  | TLI | %TL   | RO  | RD  | RT   | AS  | RB  | TAP | BP  | FP  | PTS  |
| -- | --------------- | ---- | -- | -- | ---- | --- | ---- | ---- | --- | --- | ----- | --- | --- | ---- | --- | --- | --- | --- | --- | ---- |
| 1  | Jack Sikma      | 23   | 82 |    | 36.1 | 5.8 | 12.6 | .460 | 4.0 | 4.9 | .814  | 2.8 | 9.5 | 12.4 | 3.2 | 1.0 | 0.8 | 3.1 | 3.6 | 15.6 |
| 2  | Dennis Johnson  | 24   | 80 |    | 34.0 | 6.0 | 13.9 | .434 | 3.8 | 4.9 | .781  | 1.8 | 2.9 | 4.7  | 3.5 | 1.3 | 1.2 | 2.4 | 2.6 | 15.9 |
| 3  | Gus Williams    | 25   | 76 |    | 29.8 | 8.0 | 16.1 | .495 | 3.2 | 4.2 | .775  | 1.5 | 1.8 | 3.2  | 4.0 | 2.1 | 0.4 | 2.5 | 2.1 | 19.2 |
| 4  | John Johnson    | 31   | 82 |    | 29.1 | 4.3 | 10.0 | .434 | 2.3 | 3.0 | .760  | 1.5 | 3.5 | 5.0  | 4.4 | 0.7 | 0.3 | 3.1 | 3.0 | 11.0 |
| 5  | Lonnie Shelton  | 23   | 76 |    | 28.4 | 5.9 | 11.3 | .519 | 1.7 | 2.5 | .693  | 2.4 | 3.8 | 6.2  | 1.4 | 1.0 | 1.0 | 2.5 | 3.5 | 13.5 |
| 6  | Fred Brown      | 30   | 77 |    | 25.5 | 5.8 | 12.4 | .469 | 2.4 | 2.7 | .888  | 0.5 | 1.7 | 2.2  | 3.4 | 1.5 | 0.3 | 2.1 | 1.8 | 14.0 |
| 7  | Tom LaGarde     | 23   | 23 |    | 25.0 | 4.3 | 7.9  | .541 | 2.5 | 4.1 | .600  | 2.7 | 5.6 | 8.3  | 1.4 | 0.3 | 0.8 | 2.0 | 3.3 | 11.0 |
| 8  | Paul Silas      | 35   | 82 |    | 23.9 | 2.1 | 4.9  | .423 | 1.4 | 2.4 | .598  | 3.2 | 3.9 | 7.0  | 1.4 | 0.4 | 0.2 | 1.2 | 2.2 | 5.6  |
| 9  | Wally Walker    | 24   | 60 |    | 16.2 | 2.8 | 5.7  | .490 | 1.0 | 1.6 | .604  | 1.1 | 1.9 | 3.0  | 1.2 | 0.2 | 0.4 | 1.1 | 2.1 | 6.6  |
| 10 | Lars Hansen     | 24   | 15 |    | 13.7 | 1.9 | 3.8  | .509 | 1.2 | 2.1 | .581  | 1.5 | 2.5 | 3.9  | 0.9 | 0.1 | 0.1 | 0.6 | 1.9 | 5.1  |
| 11 | Dennis Awtrey   | 30   | 40 |    | 12.5 | 0.7 | 1.6  | .429 | 0.6 | 0.9 | .694  | 0.7 | 1.9 | 2.6  | 1.2 | 0.3 | 0.2 | 0.8 | 1.7 | 2.0  |
| 12 | Dick Snyder     | 34   | 56 |    | 9.6  | 1.4 | 3.3  | .433 | 0.8 | 0.9 | .843  | 0.3 | 0.6 | 0.9  | 1.1 | 0.3 | 0.1 | 0.6 | 0.9 | 3.7  |
| 13 | Jackie Robinson | 23   | 12 |    | 8.8  | 1.6 | 3.4  | .463 | 0.7 | 1.3 | .533  | 0.8 | 0.8 | 1.6  | 1.1 | 0.4 | 0.1 | 0.9 | 0.8 | 3.8  |
| 14 | Joe Hassett     | 23   | 55 |    | 8.4  | 1.8 | 3.8  | .474 | 0.4 | 0.4 | 1.000 | 0.2 | 0.6 | 0.8  | 0.8 | 0.3 | 0.1 | 0.6 | 1.1 | 4.1  |

## Galardones y récords
| Jugador        | Galardón                                                                 |
| Dennis Johnson | Mejor quinteto defensivo de la NBA MVP de las Finales de la NBA All-Star |
| Jack Sikma     | All-Star                                                                 |